# Compal
Compal Electronics Inc. (in cinese: 仁寶電腦股份有限公司) è un'azienda taiwanese produttrice di elettronica come original design manufacturer per conto di aziende terze.

## Storia e generalità
Inizia le sue attività nel 1984, come produttore di periferiche per computer. Successivamente estende le proprie attività alla progettazione e realizzazione di notebook, monitor e televisori per conto di altre aziende.
È terzista di importanti aziende del settore informatico come Acer, Dell, Toshiba, Hewlett-Packard e Fujitsu Siemens Computers.
Dopo Quanta Computers è il secondo maggior sub-contrattista del paese, ma secondo alcune previsioni, nel 2011 Compal scavalcherà la principale concorrente nazionale, divenendo primo produttore mondiale di notebook con 60 milioni di pezzi da vendere alle aziende clienti.
L'azienda ha sede a Taipei, ha filiali in Brasile, Cina, Polonia e Stati Uniti,  e la sua produzione avviene in otto stabilimenti, in Brasile, Cina, Taiwan e Vietnam.